# Lago de Annecy
O lago de Annecy (em francês:  Lac d'Annecy) é um lago da Alta Saboia, no leste de França. É famoso por ser um dos lagos mais limpos do mundo. É o segundo maior lago de França, depois do Lago de Bourget.
Formou-se há cerca de 18 000 anos, durante o degelo dos grandes glaciares alpinos.
É alimentado por vários pequenos rios, nascidos nas montanhas próximas e por uma potente fonte submarina, o rio Boubioz, que nasce a 82 m de profundidade.
Está rodeado a leste pelo Maciço de Bornes e a oeste pelo Maciço de Bauges, a norte pela cidade de Annecy e a sul por um amplo vale.
O lago eflui a sua água pelo rio Thiou e pelo canal de Vassé, que se unem e alimentam o rio Fier, a 1500 m a norte de Annecy, que finalmente se une ao rio Ródano.
É um lugar turístico muito atrativo, conhecido pelas suas actividades náuticas e pela rica biodiversidade.

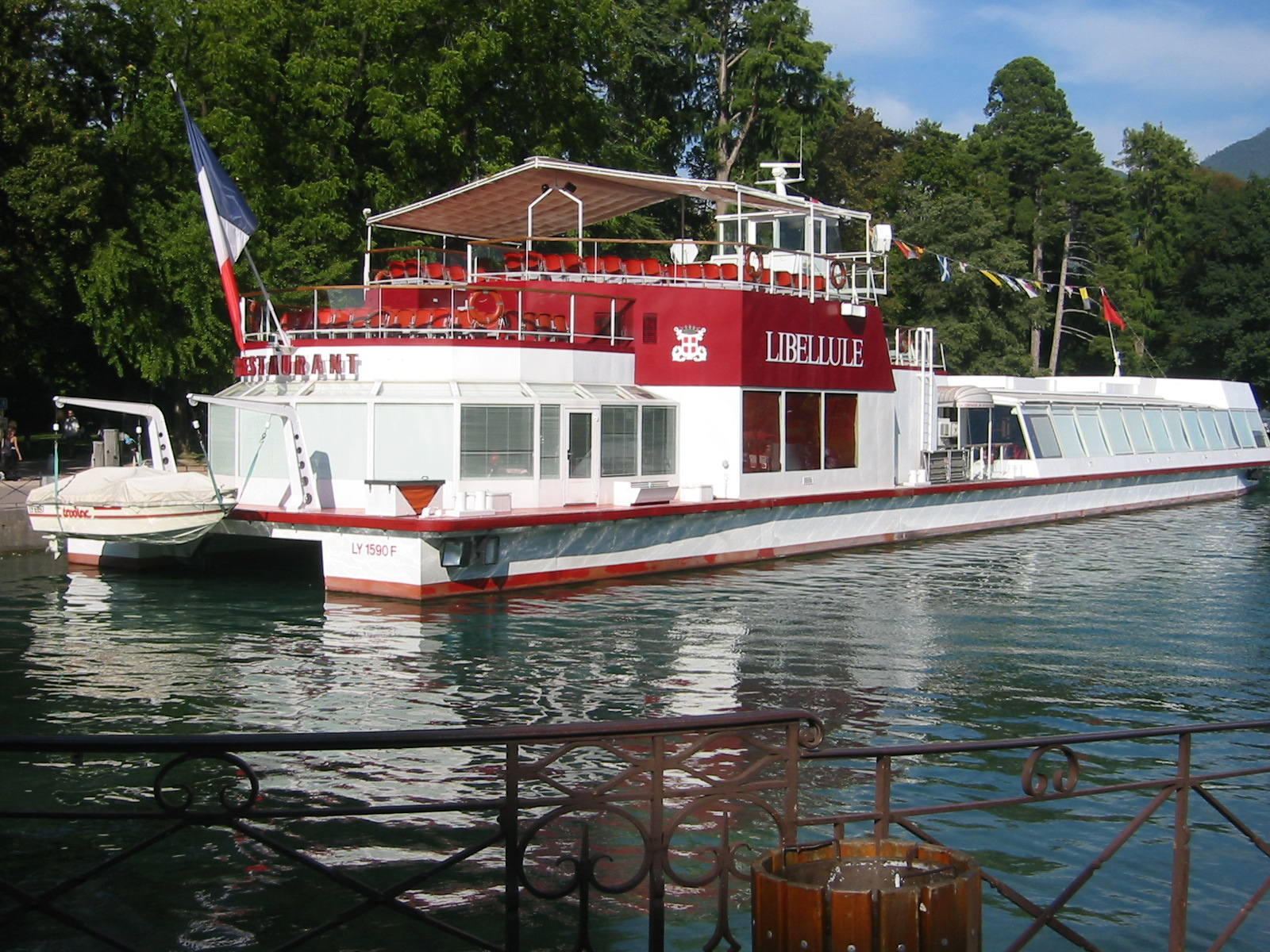
Um barco no lago de Annecy